# Ulrich Bassenge
Ulrich Bassenge (* 29. Januar 1956 in München) ist ein deutscher Hörspielmacher und -regisseur, Komponist, Musiker und Autor.

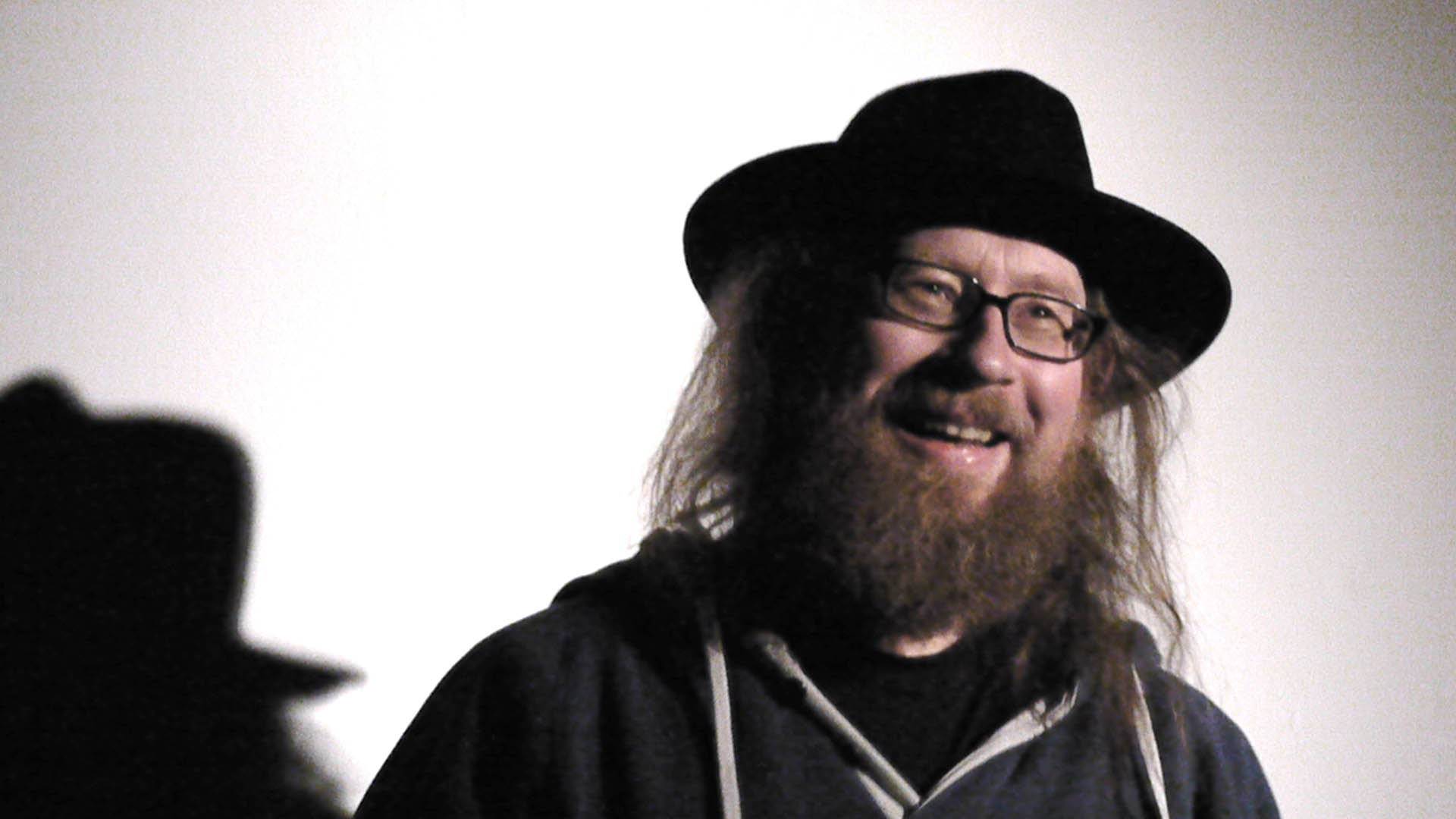
Ulrich Bassenge (2011)

## Leben
Bassenge begann seine Laufbahn beim Bayerischen Rundfunk als Mitarbeiter des Zündfunk. Bekannt durch Hörspiele sowie Hörspiel- und Filmmusiken arbeitet Bassenge hauptsächlich für die ARD. Bei deutschen Bands wie Sparifankal, Embryo oder Dullijöh sowie in Studioprojekten spielte er Resonatorgitarre (Hawaii-Gitarre), Kontrabass, E-Bass oder Orgel.
In seinen Hörstücken befasst sich Bassenge mit den Zusammenhängen zwischen Schrift und Sprache, Sprache und Musik, den nonverbalen Anteilen von Sprache, der kristallinen Struktur der Laute. Er arbeitet kompilatorisch mit Archivmaterial, das er in musikalischer Weise montiert und weiterbearbeitet, wie in dem dreiteiligen Hörstück „schallarchiv“ (mit Bernhard Jugel). In „sprechmaschinenfest“ erforscht dasselbe Team die Wurzeln der Linguistik und der Sprachsynthese von Leonhard Euler und Wolfgang von Kempelen bis zu modernen Navigationssystemen.
In Personalunion verfasst und vertont Bassenge seine Stücke und führt auch Regie. Durch sein vielschichtiges Engagement erhielt er im Laufe seiner Karriere bereits verschiedene Preise für Radioarbeiten. Dazu zählen der Civis-Preis, Prix Futura (lobende Erwähnung), Prix Italia (lobende Erwähnung), ARD Online Award, Prix Marulić, Grand Prix Nova und die mehrfache Kür zum Hörspiel des Monats. Als Referent beim Hörspielforum NRW und beim Hörspielsymposion an der Eider widmet er sich der Nachwuchspflege.
Sein Audio-Art-Stück „shashlyk for paik“ ist seit der Eröffnung des Nam June Paik Art Center in Südkorea im Herbst 2008 Teil der permanenten Ausstellung.

## Werke

### Hörfunkarbeiten
Als Autor
- 1989 fusion. Hörspiel mit Detlef Kügow, Rainer Buck. Komposition und Realisation: Ulrich Bassenge. (BR) O-Ton-Stück. Als Podcast/Download in der ARD Mediathek[1]
- 1990 eurohymne, Komposition in allen Staatssprachen Europas (mit Herbert Kapfer), Regie: die Autoren Civis-Medienpreis
- 1993 Europa nach dem Regen (Eurohymne II), Regie: der Autor (BR)
- 1999 Auf Wiederhören; 4 Radiocollagen zum 50. Geburtstag des Bayerischen Rundfunks (mit Norbert Joa) (BR)
- 1999 Broken music – über den Ge- und Missbrauch von Schallplatten, Regie: der Autor (WDR)
- 2000 soundstories / materialmeeting (5. Teil: Keine Art [Protest Mix]) (mit Klaus Schiefer und Thomas Palzer), Regie die Autoren (BR)
- 2001 to be on your own, Regie: der Autor (BR); Originaltonkomposition zu Bob Dylans 60. Geburtstag
- 2001 forecast, Regie: der Autor (HR)
- 2003 Schallarchiv – die Trilogie (1 rolling/läuft, 2 radio daze, 3 record test), (mit Bernhard Jugel), Regie: die Autoren (BR) Hörspiel des Monats Oktober
- 2005 sprechmaschinenfest (mit Bernhard Jugel), Regie: die Autoren (BR)
- 2005 Apoll & Alleswisser: Sir Thomas Browne, zum 400. Geburtstag des englischen Essayisten und Gelehrten (BR)
- 2006 Weekend 2006 (friday, saturday, sunday), Regie: der Autor (BR); Hommage an Walter Ruttmann (BR)
- 2006 Morbus sacer, Regie: der Autor (WDR)
- 2006 Barock'n'Roll – über Komponistendichter um 1700 (BR)
- 2007 shashlyk for paik, Regie: der Autor (BR); Hommage an den Medienkünstler Nam June Paik zum 1. Todestag und 75. Geburtstag (BR)
- 2007 Walk of fame, Regie: Leonhard Koppelmann (WDR) ARD-Online-Award; Nominierung zum Deutschen Hörbuchpreis
- 2008 Das weiße Lauschen. Ulrich Bassenge und Anatol Kempker auf Expedition durch Themen und Töne (DRS)
- 2008 Freaks – von Löwen- und Vogelmenschen, Radiofeature über den Film von Tod Browning (BR)
- 2009 Im Wald da sind die Räuber. Radio Mystery Soap, Regie: Johannes Mayr (DRS)
- 2009 King of the B-Pictures – Hommage an den Regisseur Roger Corman (BR)
- 2010 musaeum clausum, Regie: der Autor (BR)
- 2010 Treffen oder Das ist nun mal, wenn Leute, Regie: Claude Pierre Salmony (DRS)
- 2011 Der Grausame, Regie: der Autor (WDR)
- 2011 Narrenspital, Regie: Johannes Mayr (DRS)
- 2011 Full Frontal Nudity – eine kleine Geschichte der Prüderie im Film, Radiofeature über den Hays-Code (BR)
- 2012 Bier auf dem Teppich. Ein Menschenexperiment, Regie: der Autor (WDR)
- 2013 musaeum tradescantianum, Regie und Komposition: der Autor (WDR)
- 2013 Die Maintöchter, Regie: Johannes Mayr (SRF)
- 2014 Hugo der Wolf. Eine Steampunk-Romanze[2] Regie und Komposition: der Autor (WDR)
- 2014 So fern vom Leben, Regie: Johannes Mayr (SRF), Prix Marulić 2016 (3. Platz), Grand Prix Nova (Bukarest) in Gold 2016
- 2015 Vom Monster lernen. Die Wunschmaschine des Marquis de Sade, Radio-Essay (BR)
- 2016 Lob des Vorurteils, Radio-Essay (BR)
- 2017 Sirius FM. Expedition an den Bandtellerrand (mit Philip Stegers, WDR/SWR/DLF)
- 2017 Zerfleischen, Zerhacken, Verstreuen. Ein Schreckensszenario, Radio-Essay (BR)
- 2017 Opfer Eros Sonne Tod. Der Theoretiker der Verausgabung Georges Bataille, Radio-Essay (BR)
- 2018 Emotion Lotion. Leben auf der Soundtrack-Wolke[3], Radio-Essay (SWR)
- 2018 Die menschliche Dummheit und der Tod des Lexikons, Radio-Essay (BR)
- 2019 Rauschunterdrückung. Ein Aufnahmezustand, Regie: der Autor (WDR/SRF), Grand Prix Nova (Bukarest) in Gold 2019, Best European Drama 2020 bei den BBC Audio Drama Awards[4]
- 2019 Der Fehler als Methode. Irrtum und Zufall in der Musik, Radio-Essay (BR)
- 2019 Wie das Hörspiel auf den Hund kam. Der Niedergang der akustischen Kunst. Eine Brandrede[5], Radio-Essay (BR)
- 2020 Roll Over Beethoven. Eine Sitcom aus dem alten Wien (mit Johannes Mayr, Klavier: Christian Ludwig Mayer). Hörspiel, Regie: die Autoren (SRF/BR), New York Festivals Radio Awards 2021 Best Mini Series (Silber), Prix Marulić 2022 (3. Platz)

Ferner seit 1977 Beiträge über Kultur- und Musikthemen, Rezensionen und Moderationen.
Als Komponist
- 1990 Ulrich Chaussy: Schuldig. Schuldig. Schuldig, Dokumentar-Hörspiel über die Weiße Rose
- 1990 Maria Volk: Eschen Junge zwei
- 1991 Maria Volk: Goldberg ein Dutzend Täuschungen
- 1998 Maria Volk: Goldberg Remix
- 1999 Valeri Scherstjanoi: Makrophon
- 2000 Thomas Palzer: Soundstories: Keine Art
- 2004 Britta Höper: Der König des westlichen Schwungs, Hörspiel des Monats
- 2007 Walk of fame
- 2008 Martin Heckmanns: Kommt ein Mann zur Welt
- 2010 Hugo Rendler: Finkbeiners Geburtstag (Radio-Tatort)
- 2010 Mithu Sanyal: LoveArtLab Rules
- 2010 musaeum clausum
- 2010 Hugo Rendler: Sinti-Jazz (Radio-Tatort)
- 2011 Der Grausame
- 2011 Narrenspital
- 2013 Steffen Thiemann: Die Anatomie der Einzelzelle
- 2014 So fern vom Leben
- 2015 Hugo Rendler: Brändles Nichte (Radio-Tatort)
- 2018 Dany Boudreault: Wir sind schön, für hässliche Leute
- 2019 Matthias Berger, Gion Mathias Cavelty und Lukas Holliger: Der dunkle Kongress (Radio-Tatort)
- 2020 Matthias Berger, Gion Mathias Cavelty und Lukas Holliger: Das dritte Ohr (Radio-Tatort)
- 2021 Matthias Berger, Gion Mathias Cavelty und Lukas Holliger: Der letzte Trychler (Radio-Tatort)
- 2022 Johannes Mayr / Wolfram Höll: Die eingebildete Maske

Als Regisseur
- 1993 Ernst Jandl / Statt-Theater Fassungslos: Jandls Dilemma
- 1997 Sabine Hassinger: Wortfürsorge
- 2002 Britta Höper: Störung
- 2010 Mithu Sanyal: LoveArtLab Rules
- 2022 Johannes Mayr / Wolfram Höll: Die eingebildete Maske, Prix Marulić 2023 (1. Platz)
- 2023 Philip Stegers: Wilhelm – Schicksalsjahre eines Kaisers

### Kompositionen für Film und Fernsehen
- 1980: Typisch Weiber
- 1987: Spaltprozesse
- 1987: Wüste Wege – ein Saharatrip
- 1988: Nanga Parbat – Schicksalsberg der Deutschen; Die Grausamkeit der Bilder; Restrisiko
- 1989: Harold und die Geister; Tatort Familie
- 1990: Mythen der Dolomiten; Wüstenzeichen
- 1991: Der unsichtbare Freund; Das achte Gebot; Mama Papa Auto – Nachruf auf das Automobil; SchneeweißRosenrot
- 1992: Runaway
- 1993: Die Macht der Bilder – Leni Riefenstahl (International Emmy Award 1993)
- 1994: Living Buddha (Bayerischer Filmpreis 1994)
- 1995: Tödliche Dienstreise
- 2000: Walter Ruttmann Lichtspiel opus 1 – Neuvertonung für Münchner Filmmuseum.
- 2001: Walt Disney Alice Solves The Puzzle – Neuvertonung für Münchner Filmmuseum.

### Tonträger
- Sparifankal: Negamusi (Schneeball). 1981
- Embryo: La blama sparozzi (Schneeball). 1982
- Dullijöh: Dullijöh (Trikont). 1983
- Remix Deutschland. Single für die Zeitschrift WIENER zum 3. Oktober 1990
- Maria Volk: Goldberg ein Dutzend Täuschungen (Rough Trade). Komponist/Musiker. 1991
- Crack Jack Radio: Crack Jack Radio (Transformer). 1992
- Ernst Jandl / Statt-Theater Fassungslos: Jandls Dilemma (Schneeball). Regie. 1993
- Le Mystère des Voix Bulgares: The Pop Album (Jaro). 2 Techno-Remixes mit Stevie The B.
- OST: Living Buddha (Virgin). Komponist. 1994
- Resut (Klaus Schiefer / Ulrich Bassenge): Keine Art (Text: Thomas Palzer). Compilation-Beitrag auf soundstories / materialmeeting (intermedium rec). 2002
- Wuide Wachl: Kreizkruzefix / Arma Mo (Kruzefix). 2003
- Wuide Wachl: Kneisslsuche. Compilation-Beitrag Roots & Routes-Sampler. 2004
- Sparifankal: Dahoam is woanders (Fenn). 2004
- Britta Höper / Ulrich Bassenge (mit Radio Playboys): The King of Western Swing – Lieder und Tragödien (2 CDs, intermedium rec). Hörspiel Der König des westlichen Schwungs mit Song-CD. 2004
- Wuide Wachl: Babbalababb. 2007
- Ulrich Bassenge: Walk of Fame (Der Hörverlag). 2008

Als Musiker auf LPs/CDs von: Dario Domingues, Julius Schittenhelm, The Big Sleep, Blues Blend u. a.

## Belege
1. ↑  Ulrich Bassenge - fusion
2. ↑  Mythos Werwolf mal kritisch: Hugo, der Wolf. Eine Steampunk-Romanze von Ulrich Bassenge, Deutschlandfunk Hörspielsendung vom 23. September 2014, abgerufen am 1. Oktober 2014.
3. ↑  Emotion Lotion. Leben auf der Soundtrack-Wolke
4. ↑  BBC Radio 4: Best European Drama, radiotoday.co.uk, abgerufen am 6. März 2020.
5. ↑   Wie das Hörspiel auf den Hund kam, abgerufen am 21. März 2024

| Personendaten    | Personendaten                                                     |
| ---------------- | ----------------------------------------------------------------- |
| NAME             | Bassenge, Ulrich                                                  |
| KURZBESCHREIBUNG | deutscher Hörspielmacher, Komponist, Musiker, Autor und Regisseur |
| GEBURTSDATUM     | 29. Januar 1956                                                   |
| GEBURTSORT       | München                                                           |